# Elasmus maculosus
Elasmus maculosus är en stekelart som beskrevs av Vittorio Luigi Delucchi 1962. Elasmus maculosus ingår i släktet Elasmus och familjen finglanssteklar.
Artens utbredningsområde är Tanzania. Inga underarter finns listade i Catalogue of Life.